# برونو دوردوف
برونو دوردوف (انگلیسی: Bruno Durdov؛ زادهٔ ۱۱ دسامبر ۲۰۰۷) بازیکن فوتبال اهل کرواسی است که برای باشگاه فوتبال هایدوک اسپلیت بازی می‌کند.
وی همچنین در تیم ملی فوتبال زیر ۱۷ سال کرواسی بازی کرده است.

## دوران باشگاهی
برونو دوردوف در سال ۲۰۱۵ به سیستم جوانان هايدوک اسپلیت پیوست. او در ۵ مه ۲۰۲۴ برای تیم بزرگسالان در مقابل واراژدین در ورزشگاه پلیود به عنوان بازیکن تعویضی به میدان رفت. وی در آن زمان ۱۶ ساله بود. دوردوف در ۲۵ ژوئیه ۲۰۲۴ در مقابل باشگاه فوتبال هاونر بولتفلاگ اولین بازی اروپایی خود را انجام داد. او در یک بازی هفته ۷ لیگ HNL در برابر گوریتسا، دو گل اول خود را به ثمر رساند و بدین ترتیب به جوان‌ترین گلزن تاریخ هايدوک در HNL تبدیل شد. در ۱۵ اکتبر ۲۰۲۴، روزنامه انگلیسی گاردین او را به عنوان یکی از بهترین بازیکنان متولد ۲۰۰۷ در سطح جهانی معرفی کرد.

## دوران ملی
دوردوف در ۱۵ اوت ۲۰۲۳ در یک بازی دوستانه در برابر ایسلند برای تیم ملی زیر ۱۷ سال کرواسی به میدان رفت. او در ۶ نوامبر در برابر جزایر فارو در بازی‌های مقدماتی قهرمانی زیر ۱۷ سال 
اروپا اولین گل خود را به ثمر رساند.